# Impasse Dombasle
L'impasse Dombasle est une voie située dans le 15e arrondissement de Paris, en France.

## Origine du nom

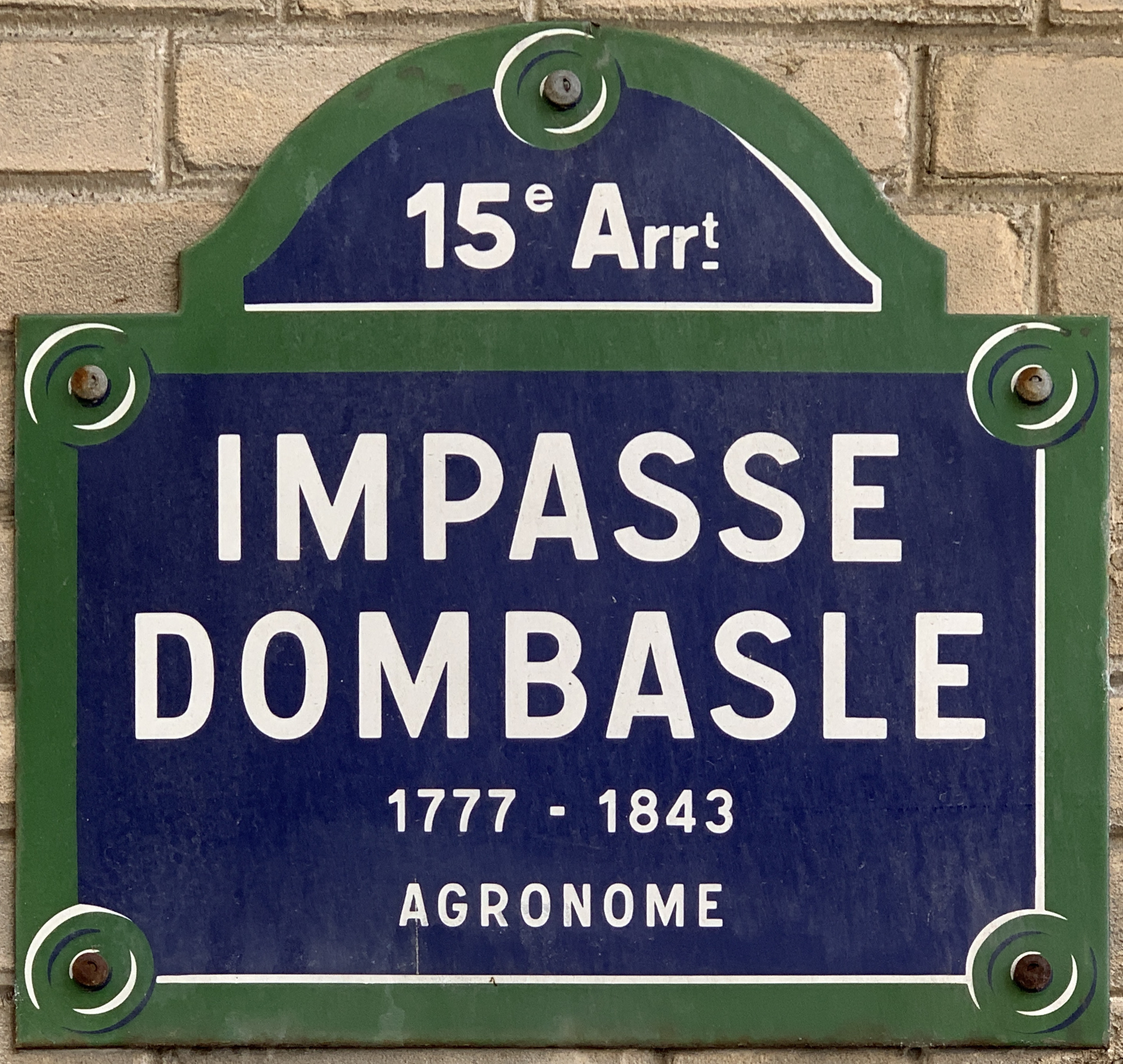
Plaque de l'impasse.

L'odonyme rend hommage à l'agronome Mathieu de Dombasle (1777-1843).